# Leslie Charleson
Pour l’article ayant un titre homophone, voir Charleson.
Leslie Charleson, née le 22 février 1945 à Kansas City (Missouri États-Unis) et morte le 12 janvier 2025 à Los Angeles (Californie, États-Unis), est une actrice américaine.
Elle est surtout connue pour son rôle de Dr Monica Quartermaine dans le feuilleton télévisé soap Hôpital central diffusé sur ABC, qu'elle a interprété durant presque un demi-siècle (de 1977 à 2023).

## Biographie
Leslie Ann Charleson est née le 22 février 1945, à Kansas City dans le Missouri. Elle est la sœur de l'actrice Kate Charleson. Sa carrière débute dans le feuilleton télévisé A Flame in the Wind en 1964 sur ABC. En 1966, elle rejoint le casting de As the World Turns. En 1968, elle joue le rôle de la fille d'un médecin dans Les Mystères de l'Ouest dans l'épisode « La Nuit de feu et de soufre ». De 1967 à 1970, elle joue dans le feuilleton télévisé Love Is a Many Splendored Thing sur CBS. Elle interprète le rôle d'Iris Donnelly Garrison. Son personnage fait partie d'un triangle amoureux très populaire à l'époque, interprété par David Birney et Donna Mills.
Leslie Charleson joue dans de nombreuses séries de 1970 à 1977, notamment Adam-12, Urgence !, Ironside, Mannix, Marcus Welby, MD, Happy Days, Cannon, Les rues de San Francisco et The Rockford Files. En 1973, elle a un rôle secondaire dans le film de science-fiction Le Jour du Dauphin et joue aux côtés de Shelley Winters dans le thriller télévisé Revenge ! (1971). Leslie Charleson joue également des rôles principaux dans un certain nombre de pilotes de télévision infructueux, le plus notable étant le pilote d'un sitcom de 1975, Devine qui vient dîner,.
Le 16 août 1977, Leslie Charleson revient à la télévision sur la chaîne ABC avec le rôle de Monica Quartermaine dans le feuilleton Hôpital central. Fred Silverman, alors président d'ABC, lui demande de rejoindre la série dont les audiences sont alors très basses. Pour ce rôle, Leslie Charleson obtient quatre nominations au Daytime Emmy Award de la meilleure actrice principale dans une série dramatique : en 1980, 1982, 1983 et 1995. En 1993, en parallèle de son rôle dans Hôpital Central, Leslie Charleson joue dans le téléfilm Woman on the Ledge aux côtés de Deidre Hall et Colleen Zenk. Elle joue également dans les sitcoms Dharma & Greg en 2001 et Friends en 2004. Le 24 août 2010, il est annoncé que le rôle de Leslie Charleson est rétrogradé au statut récurrent,. Elle est le membre le plus ancien de la distribution de Hôpital Central.

### Mort
Leslie Charleson meurt le 12 janvier 2025 à Los Angeles en Californie à l'âge de 79 ans. Selon Variety, elle avait subi « plusieurs chutes », qui lui avaient causé des problèmes de mobilité et elle avait été hospitalisée à la suite de l'une d'entre elles la semaine précédant sa mort.

## Filmographie

### Cinéma
| Année | Titre                     | Rôle                 | Remarques    |
| ----- | ------------------------- | -------------------- | ------------ |
| 1968  | Une belle façon de mourir | Julie                | Non créditée |
| 1973  | Le jour du dauphin        | Maryanne             |              |
| 1977  | Section d'encouragement   | Fille du casier n° 2 |              |

### Télévision
| Année     | Titre                           | Rôle                    | Notes |
| --------- | ------------------------------- | ----------------------- | --- |
| 1964      | A Flame in the Wind             | Pam                     | Rôle récurrent |
| 1966      | As the World Turns              | Alice Whipple           | Rôle régulier |
| 1967      | N.Y.P.D.                        | Ginger                  | Épisode : "Cruise to Oblivion" |
| 1968      | Les Mystères de l'Ouest         | Dooley Sloan            | Épisode : "The Night of Fire and Brimstone" |
| 1967–1970 | Love Is a Many Splendored Thing | Iris Donnelly Garrison  | Rôle régulier |
| 1970      | Mannix                          | Marge Lavor             | Saison 3 - Épisode 16 : "A Chance at the Roses" |
| 1971      | Revenge!                        | Nancy Grover            | Télévision film (ABC) |
| 1972      | Adam-12                         | Kathy Royal             | Épisode : "The Princess and the Pig" |
| 1972      | O'Hara, U.S. Treasury           | Helga Kuyper            | Épisode : "Operation: Deathwatch" |
| 1972      | Marcus Welby, M.D.              | Lisa Kenny              | Épisode : "Just a Little Courage" |
| 1972      | Search                          | Nancy Kubica            | Épisode : "Live Men Tell Tales" |
| 1972      | The Rookies                     | Anne Dawson             | Épisode : "The Good Die Young" |
| 1972      | Emergency!                      | Christy Todd            | Épisode : "Women" |
| 1972      | Cannon                          | Katherine 'Kate' Machen | Épisode : "Sky Above, Death Below" |
| 1972      | Medical Center                  | Patti                   | Épisode : "Gladiator" |
| 1973      | Ironside                        | Nicky Jameson           | Épisode: "A Special Person" |
| 1973      | The F.B.I.                      | Ginny Wyatt             | Épisode : "The Loper Gambit" |
| 1973      | Marcus Welby, M.D.              | Alice Henley            | Épisode : "The Circles of Shame" |
| 1973      | Owen Marshall: Counselor at Law | Edie Nolan              | Épisode : "They've Got to Blame Somebody" |
| 1974      | Another April                   | April Weston Moss       | Télévision pilot |
| 1974      | Cannon                          | Joan Stevens            | Épisode : "The Sounds of Silence" |
| 1974      | The Streets of San Francisco    | Joanna Randolph Reed    | Épisode : "Death and the Favored Few" |
| 1975      | Kung Fu                         | Amy Starbuck            | Épisode : "One Step to Darkness" |
| 1975      | Happy Days                      | Mrs. Dorothy Kimber     | Épisode : "Get a Job" |
| 1975      | Caribe                          | Claire Grune            | Épisode : "Murder in Paradise" |
| 1975      | Guess Who's Coming to Dinner    | Joanna Prentiss         | Télévision pilot |
| 1975      | Medical Story                   | Susan Stewart           | Épisode : "The God Syndrome" |
| 1975      | Cannon                          | Susan Baylor            | Épisode : "The Man Who Died Twice" |
| 1975      | Barnaby Jones                   | Victoria Norris         | Épisode : "Honeymoon with Death" |
| 1976      | The Streets of San Francisco    | Donna Sinclair          | Épisode : "Underground" |
| 1976      | Most Wanted                     | Lee Herrick             | Télévision pilot |
| 1976      | Bert D'Angelo/Superstar         |                         | Épisode : "A Concerned Citizen" |
| 1976      | Baa Baa Black Sheep             | Captain Anne Schaeffer  | Épisode : "Love and War" |
| 1977      | McMillan & Wife                 | Ginny Lindauer          | Épisode : "Coffee, Tea, or Cyanide?" |
| 1977      | The Rockford Files              | Patsy Fossler           | Épisodes : "To Protect and Serve: Part 1" and "To Protect and Serve: Part 2" |
| 1977–2023 | Hôpital Central                 | Monica Quartermaine     | Rôle régulier (1977–2010), rôle récurrent (2010–2023) Nommée — Daytime Emmy Award for Outstanding Lead Actress in a Drama Series (1980, 1982–83, 1995) Nommée — Soap Opera Digest Award for Outstanding Lead Actress in a Daytime Drama (1986, 1988, 1990) Nommée — Soap Opera Digest Award for Outstanding Supporting Actress (1993) |
| 1993      | Woman on the Ledge              | Rachel                  | Téléfilm (NBC) |
| 1997      | Diagnosis: Murder               | Elle-mêeme              | Épisode : "Physician, Murder Thyself" |
| 1997–2000 | Port Charles                    | Monica Quartermaine     | rôle récurrent |
| 2001      | Dharma & Greg                   | Katherine               | Épisode : "Dharma Does Dallas" |
| 2004      | Friends                         | Elle-même               | Épisode : "The One Where the Stripper Cries" |
| 2006      | The Return of the Muskrats      | Waitress                | Court métrage |
| 2008      | General Hospital: Night Shift   | Monica Quartermaine     | Épisodes : "Truth and Consequences" et "Past and Presence: Part 2" |